# A (The Walking Dead)
A là tập thứ 16, đồng thời cũng là tập cuối cùng trong Phần 4 của series phim truyền hình The Walking Dead. Tập phim được phát sóng trên kênh AMC của Mỹ vào ngày 30 tháng 3 năm 2014. Khi phát sóng tại Mỹ, tập phim đã được 15,68 triệu người xem trong đó có 8,0 triệu người từ 18-49 tuổi.

## Nội dung tập
Tập phim bắt đầu với việc Rick Grimes hồi tưởng về Hershel và quãng thời gian hạnh phúc lúc đang còn ở nhà tù. Ngay sau đó, cảnh vật trở lại với thời điểm hiện tại, Rick đang ngồi bên ngoài một chiếc xe, mặt và tay anh đầy máu trong khi thân mình run rẩy.
Rick, Carl và Michonne đang cắm trại ở một nơi nào đó trong rừng, họ ngồi quanh một đống lửa trước khi đi kiểm tra chiếc bẫy thú mà mình dựng nên. Carl chợt nghe thấy tiếng hét kêu cứu và lập tức chạy đi, Rick cùng Michonne liền đuổi theo. Đến chỗ có tiếng hét, họ nhìn thấy một người đàn ông đang bị vây quanh bởi nhiều xác sống. Carl giơ súng lên định cứu người đó nhưng bị bố cản lại. Rick nhận thức được rằng đám xác sống đông hơn họ, và cũng đã quá muộn để cứu người kia, vì anh ta đã bị vây chặt và xé xác. Một vài con trong số đó nhận thấy sự hiện diện của họ và liền đuổi theo. Rick, Carl và Michonne liền lập tức rút lui và đi đến một đoạn đường ray tàu hỏa. Họ tìm thấy một chiếc xe và quyết định nghỉ qua đêm ở đó.
Tối hôm đó, Rick và Michonne đang nói chuyện trong khi Carl nghỉ trong xe. Đột nhiên, Joe cùng nhóm của hắn xuất hiện và khống chế họ. Carl đang ở trong xe cũng bị tên Dan tấn công. Tony đã nhận ra rằng Rick chính là kẻ đã giết Lou. Khi Joe đang đếm ngược để giết Rick, Daryl xuất hiện và cố ngăn cản hắn. Daryl nói rằng những người này là người tốt, nhưng Joe đáp lại rằng Rick đã giết bạn của hắn. Cuối cùng, hắn nói Daryl là kẻ dối trá và ra lệnh cho những tên còn lại đánh anh. Joe đe dọa Rick rằng chúng sẽ cưỡng bức Carl, sau đó đến Michonne, rồi đánh Daryl tới chết, và cuối cùng là giết anh.
Trong khi Dan cố hãm hiếp Carl, Rick cố thoát khỏi Joe - kẻ lúc đó đang chĩa súng vào anh. Joe phản ứng ngay bằng việc bóp cò nhưng bắn trượt. Rick đánh Joe nhưng bị hắn đấm trả và gục xuống đất. Khi đứng dậy, Rick bị Joe tóm lấy và giữ chặt một chỗ. Anh liền cắn vào cổ hắn và dùng răng xé một mảng da lớn, khiến máu phun ra và giết chết hắn. Tất cả những người còn lại đều dừng lại vì shock trước hành động của Rick. Chớp lấy cơ hội, Daryl và Michonne nhanh chóng lật ngược tình thế và giết chết những tên còn lại, ngoại trừ Dan - kẻ đang giữ Carl làm con tim. Với khuôn mặt dính máu, Rick liền cầm dao tiến về phía Dan và nói rằng "Để hắn cho tôi". Dan hoảng sợ thả Carl ra và cố bỏ chạy, nhưng hắn đã bị Rick dùng dao đâm liên tục cho đến chết. Michonne ôm lấy Carl trong khi cậu bé chứng kiến toàn bộ sự việc.
Sáng hôm sau, sau một đoạn hồi tưởng khác về Hershel và nhà tù, khung cảnh lại trở lại thực tại khi Daryl dùng một miếng vải lau máu trên mặt Rick. 4 người bọn họ tiếp tục hướng tới Terminus và khi đã đến nơi, họ quyết định tách ra thăm dò để lẻn vào trong từ phía sau, đề phòng trường hợp Terminus không phải là một nơi an toàn như họ tin tưởng. Carl và Michonne đi cùng nhau, Michonne kể với Carl toàn bộ chuyện đã xảy đến với bạn, người yêu và con trai của cô. Cô cho rằng mình đã từng là một "con quái vật" cho đến khi Andrea và Rick thay đổi suy nghĩ của cô, và Carl không cần phải sợ cô hay bố của cậu. Trong khi đó, Rick đặt khẩu súng của mình vào một túi vũ khí và chôn nó bên ngoài Terminus để đề phòng. Sau đó, cả bốn người vượt hàng rào vào phía bên trong, họ đến được một căn phòng nơi có rất nhiều người bên trong, trong đó có Gareth, Alex và một người phụ nữ liên tục nhắc đi nhắc lại câu nói "Nơi trú ẩn an toàn cho tất cả mọi người" qua một hệ thống phát thanh. Gareth đề nghị nhóm họ đặt vũ khí xuống để kiểm tra, sau đó chào mừng họ đến với Terminus. Anh cảnh cáo họ trước rằng không được làm điều gì ngu ngốc và bảo Alex đưa họ đi tham quan xung quanh.
Trong lúc gặp gỡ Mary và được mời thức ăn, Rick nhận ra rằng một số đồ mà người ở Terminus đang có là bộ đồ chống bạo động, ba lô và chiếc đồng hồ quả quýt của Glenn, áo khoác của Daryl mà Maggie mặc và chiếc quần của Bob. Nhận ra có điều gì đó bất thường, Rick ngay lập tức giữ lấy Alex, chĩa súng vào đầu anh ta làm con tin. Rick yêu cầu người ở Terminus giải thích về việc từ đâu mà họ có được những thứ đó. Michonne, Daryl và Carl cũng lập tức rút vũ khí ra để đề phòng. Trong khi đang tranh cãi với Gareth, Mary bất ngờ bắn Rick nhưng vô tình giết chết Alex. Người của Terminus từ trên nóc các tòa nhà đồng loạt xả súng khiến Rick, Michonne, Carl và Daryl phải bỏ chạy. Trên đường chạy trốn, họ chạy qua một bãi chất đầy xương đã róc thịt, tiếp đến là một căn phòng với những dòng chữ và cái tên bí ẩn được viết trên tường và dưới đất, xung quanh là rất nhiều ngọn nến (có vẻ là một kiểu tin ngưỡng hay tôn giáo nào đó). Khi chạy được đến phía sau Terminus, có một số người đã cầm súng và đứng sẵn phía bên kia hàng rào, họ lập tức bị bao vây. Sau đó, Gareth gọi từng người bằng biệt danh mà hắn tự đặt và ra lệnh cho họ bước vào trong một toa tàu chở hàng, sau đó nhốt họ lại.
Phía bên trong, nhóm Rick thấy Bob, Maggie, Sasha, Glenn, Tara, Abraham, Rosita và Eugene cũng đang ở đó. Abraham nói rằng họ sẽ không phải ở lại trong này lâu nữa đâu (ngụ ý rằng họ sớm muộn sẽ bị giết), Rick cũng nghĩ như vậy nhưng lại theo một cách khác. Khi được Abraham hỏi, Rick đáp lại: "Chúng sẽ cảm thấy mình ngu ngốc khi nhận ra điều này...rằng chúng đã đùa với nhầm người rồi."

## Diễn viên

### Diễn viên chính
- Andrew Lincoln vai Rick Grimes
- Norman Reedus vai Daryl Dixon
- Steven Yeun vai Glenn Rhee
- Lauren Cohan vai Maggie Greene
- Chandler Riggs vai Carl Grimes
- Danai Gurira vai Michonne
- Melissa McBride vai Carol Peletier
- Scott Wilson vai Hershel Greene
- Emily Kinney vai Beth Greene
- Chad Coleman vai Tyreese Williams
- Sonequa Martin-Green vai Sasha Williams
- Lawrence Gilliard Jr. vai Bob Stookey

### Diễn viên định kỳ
- Michael Cudlitz vai Abraham Ford
- Josh McDermitt vai Eugene Porter
- Christian Serratos vai Rosita Espinosa
- Jeff Kober vai Joe
- Alanna Masterson vai Tara Chambler
- Denise Crosby vai Mary
- Andrew J. West vai Gareth
- Tate Ellington vai Alex
- Vincent Martella vai Patrick

### Các diễn viên phụ khác
- Keith Brooks vai Dan
- JD Evermore vai Harley
- Davi Jay vai Tony
- Eric Mendenhall vai Billy
- Sophia & Delia Oeland vai Judith Grimes
- Irene Ziegler vai Cư dân Terminus
- Anissa Matlock vai Cư dân Terminus

## Cái chết trong tập
- Một người không rõ tên
- Joe
- Tony
- Dan
- Harley
- Billy
- Alex

## Đánh giá
"A" nhận được phản hồi tích cực từ giới phê bình. Trong bài viết trên trang Forbes, Allen St. John đánh giá: "Tập phim này được đạo diễn bởi Michelle McLaren, người từng tham gia trong loạt phim nổi tiếng Breaking Bad và lần này thì đã đặt The Walking Dead vào một cốt truyện đầy thú vị. Các tình tiết trong tập đã đưa nhóm nhân vật của chúng ta đến một nơi vô cùng đen tối. Còn gì có thể đen tối bằng một toa xe lửa bị khóa kín?". Roth Cornet từ trang IGN cho tập phim điểm 8.0 trên 10 và nhận xét rằng: "Tập cuối của Phần 4 The Walking Dead giống như lời đáp lại cho câu hỏi mà Rick vốn đã tự hỏi mình từ khi phim bắt đầu tới nay: Tôi là con người như thế nào? Câu trả lời, xét từ vài khía cạnh, chính là việc ta phải trở thành một người phù hợp với tùy từng hoàn cảnh. Anh ấy cần phải trở thành một vị thủ lĩnh mạnh mẽ và can trường trong thế giới này. Mặc dù tôi nghĩ rằng cảnh khép lại tập lẽ ra nên kịch tính hơn, nhưng dù sao đây cũng là một tập phim được quay và xử lý xuất sắc nhất trong nửa sau mùa phim này". Trên trang Rotten Tomatoes, có 94% trong số 16 bài phê bình về "A" mang phản hồi tích cực.

## Bên lề
- Lần xuất hiện đầu tiên của: Gareth, Alex
- Đây là tập đầu tiên và cũng là duy nhất của nửa sau Phần 4 mà tất cả các diễn viên được credit đều xuất hiện.
- Đây là tập cuối mùa phim đầu tiên có lượng người xem không vượt qua được tập đầu mùa.
- Sau 6 tập phim bị loại tên khỏi dàn diễn viên chính, tên của Scott Wilson (Hershel) đã quay trở lại ở phần giới thiệu đầu phim.
  - Việc này cũng đánh dấu lần đầu tiên trong một mùa của phim có tên một diễn viên chính bị loại khỏi đầu phim nhưng sau đó lại xuất hiện trở lại.
- Khi Carl muốn cứu người lạ mặt bị vây quanh bởi đám xác sống, cảnh này tương tự với cảnh trong Chương 51 của truyện.
  - Điểm khác biệt duy nhất là nếu như với truyện, chỉ có mình cha con Rick và Carl chứng kiến điều này, thì với phim Michonne cũng ở đó.
- Cảnh mà Rick, Daryl, Michonne và Carl chiến đấu với nhóm của Joe cũng tương tự với cảnh trong Chương 57 của truyện.
  - Với phim, nhóm của Joe có 5 tên. Còn với truyện, chỉ có 3 tên cướp tấn công nhóm của họ.
  - Trong truyện chỉ có mình Rick, Carl và Abraham chiến đấu với nhóm cướp.
  - Buổi sáng sau khi giết hết nhóm của Joe, cảnh Rick và Daryl nói chuyện với nhau cũng tương tự với cảnh của Rick và Abraham trong Tập 57 của truyện.
  - Câu nói của Joe rằng "You done screwed up, asshole" (Mày tiêu rồi, thằng khốn) cũng được nói bởi một trong 3 tên cướp trong truyện (Với phim, từ "fucked" đã được thay thế bởi "screwed").
- Đây là tập phim với tiêu đề ngắn nhất từ trước đến nay, chỉ vỏn vẹn chữ cái "A".
  - Tên của tập phim "A" bắt nguồn từ việc chữ cái này được nhìn thấy ở khắp nơi tại Terminus.
- Nhóm những người ở nhà tù cuối cùng cũng đã đoàn tụ với nhau, mặc dù vẫn thiếu Tyreese, Carol, Beth and Judith.
  - Dẫu vậy, Tyreese, Carol, Beth và Judith đều xuất hiện trong những cảnh flashback của tập, khi Rick hồi tưởng lại quãng thời gian còn ở nhà tù.
- Đây là tập cuối thứ hai của một mùa phim có cái kết lửng, tương tự như tập cuối Phần 2.
- Cảnh mà Rick dạy Carl cách bẫy thỏ ngụ ý cho việc những người ở Terminus "bẫy" người đến chỗ họ. Rick giải thích rằng bẫy được đặt xung quanh những con đường thường được sử dụng đi lại(đối với những người ở Terminus thì chính là đường ray). Rồi khi một con thỏ đi theo con đường đó, nó sẽ mắc bẫy (cũng giống với nhóm Rick bị "bẫy" trong một toa tàu chở hàng).
- Câu nói cuối cùng trong mùa thứ tư của phim của Rick: "They're screwing with the wrong people" (Chúng đùa với nhầm người rồi) tương tự với câu nói của anh trong truyện (ở Chương 64) dành cho The Hunters (Với phim, từ "fucking" đã được thay bởi "screwing")
- Đây là tập phim đầu tiên mà Michonne được nhìn thấy giết chết một người bằng súng.